# Emily R. King
Emily R. King – kanadyjsko-amerykańska pisarka powieści fantasy dla młodzieży. Urodziła się w Kanadzie, jednak została wychowana w USA. W 2017 jej debiutancka powieść, Setna Królowa, zdobyła dwie nagrody The Whitney Awards w kategoriach Novel of the Year Youth Fiction oraz Best Novel by a Debut Author.

## Twórczość

### CyklSetna Królowa
| Tytuł oryginalny   | Polski tytuł    | Data oryginalnego wydania | Data polskiego wydania |
| ------------------ | --------------- | ------------------------- | ---------------------- |
| The Hundreth Queen | Setna Królowa   | 1 czerwca 2017            | 25 stycznia 2019       |
| The Fire Queen     | Ognista Królowa | 26 września 2017          | 22 stycznia 2020       |
| The Rogue Queen    | Wyklęta Królowa | 13 lutego 2018            | 15 kwietnia 2020       |
| The Warrior Queen  | brak            | 14 sierpnia 2018          | brak                   |

### CyklThe Evermore Chronicles
| Tytuł oryginalny       | Data oryginalnego wydania |
| ---------------------- | ------------------------- |
| Before The Broken Star | 1 czerwca 2019            |
| Into the Hourglass     | 20 sierpnia 2019          |
| Everafter Song         | data nieznana             |